# 杜楼镇
杜楼镇，是中华人民共和国安徽省宿州市萧县下辖的一个乡镇级行政单位。

## 行政区划
杜楼镇下辖以下地区：
孟窑村、杜集村、曹庄村、彭村、杜老楼村、马阁村、郝庄寨村、郝新庄村、杜庄村、红庙村、纵袁庄村、朱解庄村、业庄村、八庄村、小圩子村、孟庄寨棉场和唐庙羊场。